# 甦れ魔女
『甦れ魔女』（よみがえれまじょ）は、1980年4月5日より日本で公開されたモスクワ五輪バレーボールを題材にした日本とソ連合作のフィクション映画作品。東映・モスフィルム・ソヴンフィルム製作、東映配給。

## ストーリー
広島とモスクワの、それぞれ性格も境遇も異なる2人の少女がバレーボール選手として成長。一旦挫折するが、友情によってお互い再起を誓う。

## キャスト
| 役名           | 出演                           |
| -------------- | ------------------------------ |
| 三木伴子       | 磯貝恵                         |
| 高橋須美江     | 横手房江                       |
| 富沢伊代       | 菊池真由美                     |
| 安藤哲子       | 野口ひとみ                     |
| 尾形泰子       | 斉藤真由美                     |
| 小林裕美       | 北幸子                         |
| 関早苗         | 浅川絵衣子                     |
| 五十嵐敬子     | 小泉美由紀                     |
| 志垣順子       | 上野京子                       |
| 黒川俊子       | 松田利矢子                     |
| 三木イネ       | 中村玉緒                       |
| 榊原社長       | 丹波哲郎                       |
| 丸本部長       | 中田博久                       |
| 神永医師       | 鈴木瑞穂                       |
| 日本人通訳     | 徳永晴美                       |
| 吉岡昇平       | 西郷輝彦                       |
| 増田健三       | 三橋達也                       |
| ターニァ       | タチアナ・ヴァシレヴァ         |
| カメネッキー   | ヴァレリー・リジャコフ         |
| ワーニャ       | アクワセイ・モクローソフ       |
| サーシャ       | ミハエル・ボャルスキー         |
| ドヴェルツオフ | アナトリー・ロマシン           |
| スペトラーナ   | イナラ・グリエヴァ             |
| オーリャ       | ヘフグラフクア・アレクサンドラ |

## スタッフ
- 監督 - 佐藤純彌
- 脚本 - 松田寛夫、Y・ラケルヴァイ、A・ステファノフ
- 製作総指揮 - 岡田茂、N・シゾフ
- プロデューサー - 登石雋一、矢部恒、V・ツエィトリーン
- 撮影 - 並木宏之、E・グリドフ
- 美術 - 池谷仙克、N・ラプシナ
- 音楽 - アレクセイ・リブニコフ
- 録音 - 市村肇章
- 照明 - 篠崎豊治
- 編集 - 鈴木宏始
- 助監督 - 田村孟
- ナレーター - 三浦智和（当時テレビ朝日アナウンサー）

## 製作

### 企画
岡田茂東映社長が"モスクワ五輪ブーム"を当て込んで、1977年に訪ソした際にまとめた企画。モスクワオリンピック公式記録映画『オリンピアード'80』(『О спорт, ты — мир!』）の日本、東南アジアの配給権を獲得したのを機に製作を決めた。ソ連童話のアニメ化『世界名作童話 森は生きている』とともに企画し、本作は岡田とソ連モスフィルム所長で映画省副大臣でもあったニコライ・シゾフが長年話を進めて、日本体育協会、日本バレーボール協会のバックアップを得て製作したもので、製作発表会見で「国民必見の感動作だ！」等と吹いたが、公開当時すでに日本政府はモスクワ五輪不参加の意向を固めており（ボイコット問題参照）、題材そのものがもはや世間の関心を失った状態であった。『森は生きている』をこの年3月15日からの東映まんがまつり内で公開し、続けて4月上旬から本作を公開してモスクワ五輪に便乗しようという算段だったが、全国の映画館主からソッポを向かれた。モスクワオリンピック公式記録映画の代金も支払い済みで、慌てて『森は生きている』のパンフレットにはソ連の"ソ"の字を一切入れず、『世界名作童話』と銘打ち、ソ連臭を出来るだけ消し上映した。岡田は「苦労して製作したが誰も相手にしない。誰の興味も湧かさなかった」などと話した。息子の裕介にプロデュースさせた『動乱』が、この年正月明けから大ヒット中で、ホッとしたのも束の間で、暗雲がかかり、マスメディアから「国際政治をもっと勉強しないといけない」と皮肉られた。ただ、この時のニコライ・シゾフとの付き合いが1990年公開の日・ソ合作『オーロラの下で』の製作に繋がっている。
企画コンセプトは、東洋の魔女こと、全日本女子が1964年東京オリンピックの決勝で、宿命のライバル、ソ連女子代表に勝利し、以降、日ソ対決はオリンピックで2勝2敗。モスクワ五輪は天下分け目の大決戦で、その決着をつけようであった。製作費5億円。東映とモスフィルムの対等出資。

### 製作発表会見
製作が公表されたのは1978年暮れ。日本とソ連で2ヵ月ずつの撮影を予定し、スポ根の日本と社会主義国家としてのナショナリズムが浮き彫りにされるソ連の選手育成、チーム形成過程などを対照的に見せていくと告知された。
1979年6月21日、東映本社会議室で、製作発表が行われ、製作総指揮を執る岡田以下、スタッフ、主要キャストが出席。

### キャスティング
出演者は実技優先で選出し、出演者で架空の実業団チームを作り、撮影開始前に1か月以上の技術指導、猛特訓を行った。コーチ陣も日本バレーボール協会女子強化部長の森隼一、松村勝美（1964年東京オリンピック金メダリスト）、岩原豊子らがあたった。ソ連側も中心キャストのターニァ役のタチアナ・ヴァシレヴァらメンバーもナショナルチームの監督経験者からの特訓を受けた。
主演の磯貝恵（けい）は、応募者2800人から抜擢された。身長172cm。公開前年に「東洋の魔女」とゆかりのあるユニチカのスイムウェアキャンペーンモデルや、洋酒のカティサークのCMを務めていた。
当時の女子バレーではお約束だった鬼監督役には、渡哲也や北大路欣也らが候補に挙がったが、西郷輝彦になった。倒れて動けない選手にボールを投げつける。
本作の出演者のうち横手房江、菊池真由美、斉藤真由美、上野京子は同じ東映が制作する同じバレーボールのテレビドラマ『燃えろアタック』（テレビ朝日）に、1979年12月の第44話から始まる「全日本選抜チーム編」から、それぞれオリンピック全日本チームのメンバー役で出演している。

### 撮影
1979年3月クランクイン。8月までに日本側の撮影を終え、9月～10月までソ連ロケを経て、1979年末完成した。
1992年に『おろしや国酔夢譚』の監督をした佐藤純彌は、1991年のインタビューで、本作の撮影を振り返り「何かというと上司に相談、すぐ会議だった。今（1992年頃）はみんな自由に発言する。かつては映画先進国という意識が前面に出ていたけど、撮影所が独立採算制になったためか、対日感情がいいのか、今回は実に協力的。かつての芸術至上主義から、興行を重視し始めていると感じた。芸術面の伝統は一流中の一流。特に俳優の演技のうまさは凄い。でもソ連映画の未来は、ペレストロイカがどこまで進むかにかかっているんでしょうね。映画というのは、社会状況の中でしか作れないものですから」等と述べた。
当時の映画は完成したらすぐ公開が多かったが、モスクワ五輪便乗には1980年春頃がよいだろうと判断され、少し封切り予定を延ばし、1980年4月5日公開を決めた。

## 興行
本作と当初併映を予定していたのは松坂慶子主演の『夜の診察室』（リバイバル）であった。上記のような混乱があり、興行は地区別に変則システムで行われた（『ミスターどん兵衛#興行』）。

## テレビ放送
1980年4月1日、テレビ朝日系列の19:00 - 20:51（JST）でテレビ放送された。

## 参考書籍
佐藤純彌、聞き手：野村正昭 + 増當竜也『映画監督 佐藤純彌 映画 (シネマ) よ憤怒の河を渉れ』DU BOOKS（原著2018年11月23日）。ISBN 978-4866470764。